# 杜尔杜河畔阿尔纳克
杜尔杜河畔阿尔纳克（法語：Arnac-sur-Dourdou，法語發音：[aʁnak syʁ duʁdu]）是法国阿韦龙省的一个市镇，位于该省南部，属于米约区。

## 地理
杜尔杜河畔阿尔纳克（43°43'35"N, 2°55'58"E）面积16.57 平方千米，位于法国奧克西塔尼大區阿韦龙省，该省份为法国南部内陆省份，位于法國中央高原南部，北起顺时针与康塔爾省、洛泽尔省、加尔省、埃罗省、塔恩省、塔恩-加龙省和洛特省接壤。
与杜尔杜河畔阿尔纳克接壤的市镇（或旧市镇、城区）包括：布吕斯克、梅拉格、上卡斯塔内、韦布尔河畔米拉。

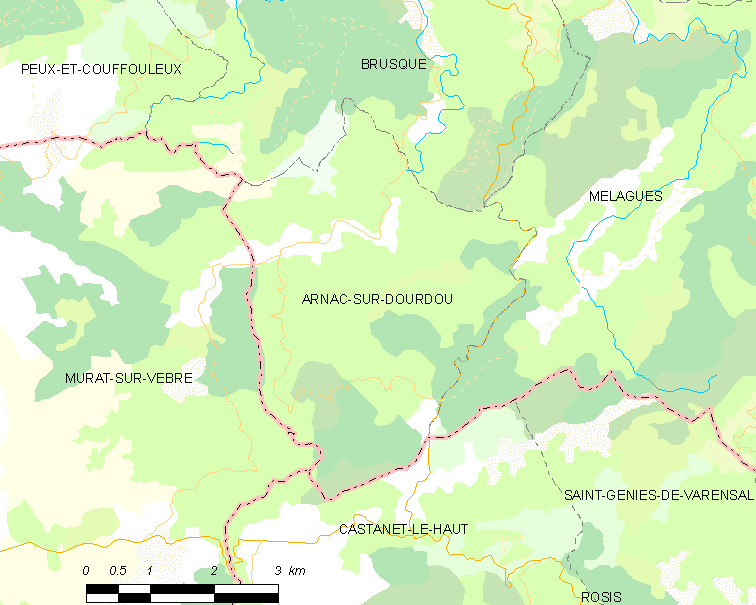
杜尔杜河畔阿尔纳克的OSM定位图

杜尔杜河畔阿尔纳克的时区为UTC+01:00、UTC+02:00（夏令时）。

## 行政
杜尔杜河畔阿尔纳克的邮政编码为12360，INSEE市镇编码为12009。

## 政治
杜尔杜河畔阿尔纳克所属的省级选区为科斯-鲁日耶县。

## 人口

1962-2008年间杜尔杜河畔阿尔纳克人口变化图示

杜尔杜河畔阿尔纳克于2022年1月1日时的人口数量为44人。